# Aleksandra Ogińska

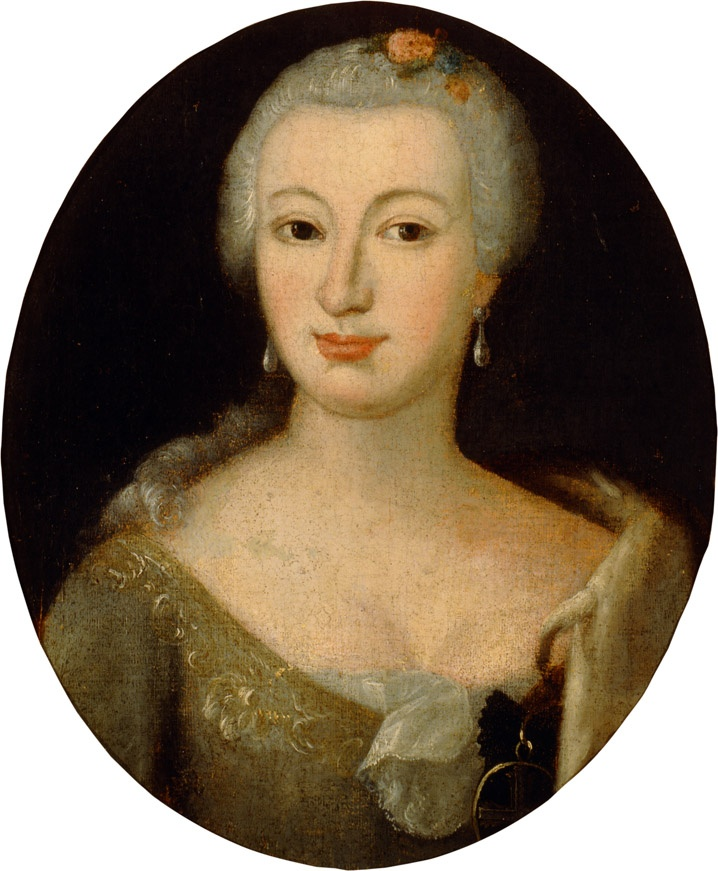
Porträt eines unbekannten Malers

Aleksandra Ogińska (* 19. März 1730 in Warschau; † 28. August 1798 in Siedlce) war eine polnische Fürstin. Sie entstammte der  Magnatenfamilie Czartoryski.

## Leben
Aleksandra war die Tochter des Großkanzlers von Litauen Michał Fryderyk Czartoryski und seiner Frau Eleonora Czartoryska. Ihr erster Ehemann war der Unterkanzler von Litauen Michał Antoni Sapieha, den sie 1748 heiratete. Nach dessen Tod heiratete sie 1761 den Großhetman von Litauen Michał Kazimierz Ogiński. Nach dessen Tod erbte sie 1775 die Stadt Siedlce. Sie förderte die wirtschaftliche und kulturelle Entwicklung der Stadt. Insbesondere baute sie das Schloss Siedlce zu einem klassizistischen Palast mit englischem Garten aus. Die Leitung der Baumaßnahmen führte der Architekt Stanisław Zawadzki aus. Nach ihrem Tod wurde sie in der Heilig-Kreuz-Kapelle in Siedlce beigesetzt. Ihre Ländereien erbte ihre Nichte Izabela Czartoryska.